# Der Weg nach Frankreich

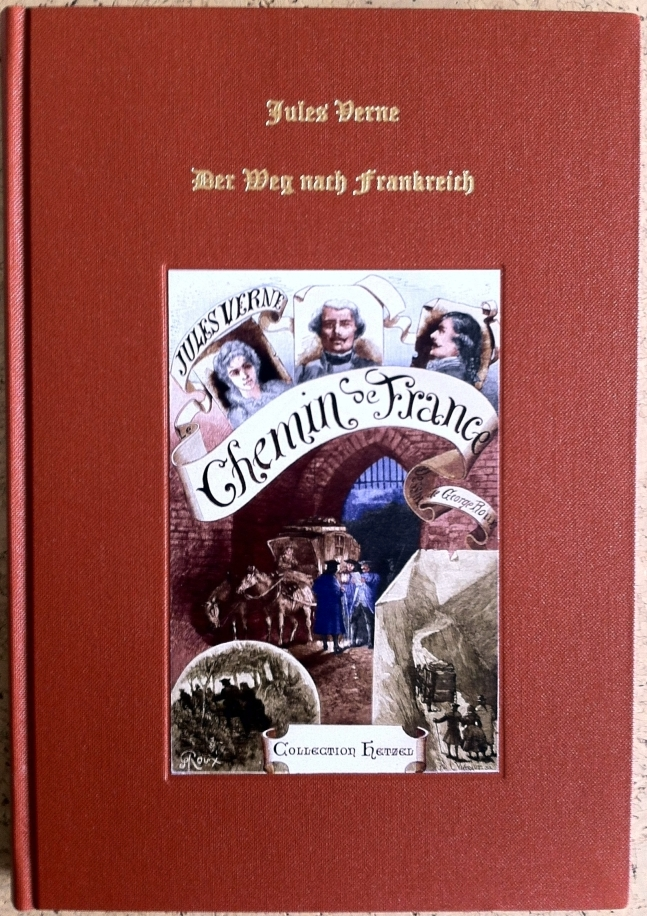
Der Weg nach Frankreich 2012 vom Jules-Verne-Club veröffentlicht.

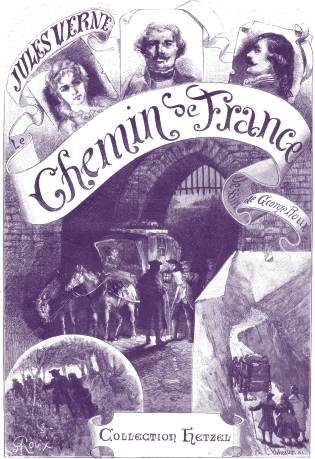
Titelseite der französischen Originalausgabe mit einer Illustration von George Roux

Der Weg nach Frankreich (Le Chemin de France) ist ein Roman des französischen Autors Jules Verne. Er erschien am 3. Oktober 1887 im Verlag von Pierre-Jules Hetzel in Paris. Im gleichen Band befand sich außerdem noch die Kurzgeschichte Gil Braltar.

## Handlung
Der Roman behandelt die Situation in Deutschland und Frankreich kurz vor und zu Beginn des ersten Koalitionskrieges 1792. Der Rittmeister Natalis Delpierre beschreibt eine Begebenheit, die sich in den Jahren 1792 und 1793 ereignete. Delpierre stammt aus einer Bauernfamilie und diente damals in der französischen Armee. Er reiste in den kleinen deutschen Ort Belzingen, um dort seine Schwester Irma zu besuchen. Diese lebt dort als Dienstbotin der Familie Keller. Diese Familie besteht aus dem deutschen Ehemann, dessen aus Frankreich stammender Frau und beider Sohn Jean. Jean ist mit der ebenfalls in Belzingen lebenden Französin Marthe de Laurany verlobt. Beide heiraten nicht, da Deutschland dem revolutionären Frankreich den Krieg erklärt hat. Die Lage spitzt sich zu. Jean soll als Soldat für die Deutschen gegen die Franzosen kämpfen. Den in Deutschland lebenden Franzosen wird nach dem Kriegsausbruch klargemacht, dass sie im Lande nicht mehr erwünscht sind. Sie sollen Deutschland innerhalb von zwanzig Tagen verlassen. Die Gruppe bestehend aus Delpierre, dessen Schwester Irma, Frau Keller und der Familie Laurany macht sich auf den Weg nach Frankreich. Zu dieser Gruppe stößt etwas später noch Jean dazu. Dieser ist inzwischen desertiert, nachdem er eine Auseinandersetzung mit seinem Vorgesetzten Leutnant Frantz von Grawert hatte, der ihn ständig demütigte. Die Gruppe wird verfolgt, erreicht aber einen kleinen Ort hinter der französischen Grenze. Dieser Ort wurde inzwischen von Österreichern erobert. Delpierre und Jean werden verhaftet. Beiden droht die Hinrichtung. Kurz zuvor greifen jedoch die französischen Truppen an und können die Eindringlinge zurückwerfen. Inmitten der Kampfhandlungen rächt sich Jean an seinem Widersacher Frantz von Grawert.

## Deutschsprachige Ausgaben
Im Gegensatz zu allen anderen Bänden der Voyages extraordinaires (Außergewöhnliche Reisen) wurde Der Weg nach Frankreich nicht sofort ins Deutsche übersetzt. Die Gründe dafür können nur vermutet werden. Am verbreitetsten dürfte die Ansicht sein, dass der Roman aufgrund seiner durchaus deutschfeindlicher Passagen hierzulande nicht veröffentlicht wurde, was aber nicht stichhaltig ist, da andere Romane mit ähnlich drastischen oder noch drastischeren Aussagen in Bezug auf die Deutschen, wie beispielsweise Die 500 Millionen der Begum oder Claudius Bombarnac nahezu parallel zu den französischen Ausgaben erschienen. Ein weiterer möglicher Grund könnte damit in Zusammenhang stehen, dass historische Romane aus der jüngeren deutschen Geschichte in der deutschen Literatur fast immer auch eine deutsche Sichtweise darstellten und Der Weg nach Frankreich eine für die meisten damaligen Leser eine ungewöhnliche Perspektive geboten hätte, und deshalb vielleicht von ihnen abgelehnt worden wäre. Dies hatte natürlich zur Folge, dass der Titel auch vielen deutschsprachigen Lesern nachfolgender Generationen völlig unbekannt war, sodass die großen Publikumsverlage, die die Werke von Verne nur noch sporadisch in ihren Programmen führen und dann meist nur jene Romane neu veröffentlichen, die am bekanntesten sind, diesen von vornherein ausschlossen. Dazu kommt noch die Tatsache, dass es sich um einen historischen Roman ohne jeden wissenschaftlich, technischen oder auch fantastischen Ansatz handelt, wie ihn die meisten Verne-Leser so nicht erwarten würden. Erst im Jahr 2012 wurde auf Initiative des deutschen Jules-Verne-Clubs eine professionelle Übersetzung in Auftrag gegeben und in kleiner Auflage an die Clubmitglieder weitergegeben. Gleichzeitig wurde diese Übersetzung auch von einem kleinen Verlag im Rahmen einer allgemeinen Auswertung publiziert.
Der Roman wurde außerdem im Jahr 2012 von einer deutsch-französischen Studentengruppe der Universität Regensburg übersetzt und erschien anschließend zusammen mit einer Übersetzung der Kurzgeschichte Der Graf von Chantelaine im Juni 2013 im Ablit-Verlag.
- Jules Verne, Der Weg nach Frankreich, Vorzugs- und Erstausgabe in der Übersetzung von Gudrun Hermle für den Jules-Verne-Club 2012
- Jules Verne, Der Weg nach Frankreich, (übersetzt von Gudrun Hermle) Berlin 2012 ISBN 978-3-943275-04-9
- Jules Verne, Der Graf von Chantelaine (übersetzt von Ralf Junkerjürgen) und Der Weg nach Frankreich (Gruppenübersetzung unter der Leitung von Ralf Junkerjürgen mit Illustrationen von Fanny Jacquier und einem Nachwort von Volker Dehs) München 2013 ISBN 978-3-935410-18-2